# Dobrzyniewo Duże (gmina)
Dobrzyniewo Duże (do końca 2001 gmina Dobrzyniewo Kościelne) – gmina wiejska w województwie podlaskim, w powiecie białostockim.
Gmina została utworzona w dniu 1 stycznia 1973 roku w powiecie białostockim w województwie białostockim. W latach 1975–1998 gmina położona była w nowo utworzonym województwie białostockim.
1 stycznia 2002 roku siedzibę gminy przeniesiono z Dobrzyniewa Kościelnego do Dobrzyniewa Dużego, a nazwę gminy zmieniono na gmina Dobrzyniewo Duże.
Według danych z 30 czerwca 2012 gminę zamieszkiwało 8560 osób.

## Struktura powierzchni
Według danych z 2002 r. gmina Dobrzyniewo Duże ma obszar 160,67 km², w tym:
- użytki rolne: 57%
- użytki leśne: 36%

Gmina stanowi 5,38% powierzchni powiatu.

## Demografia

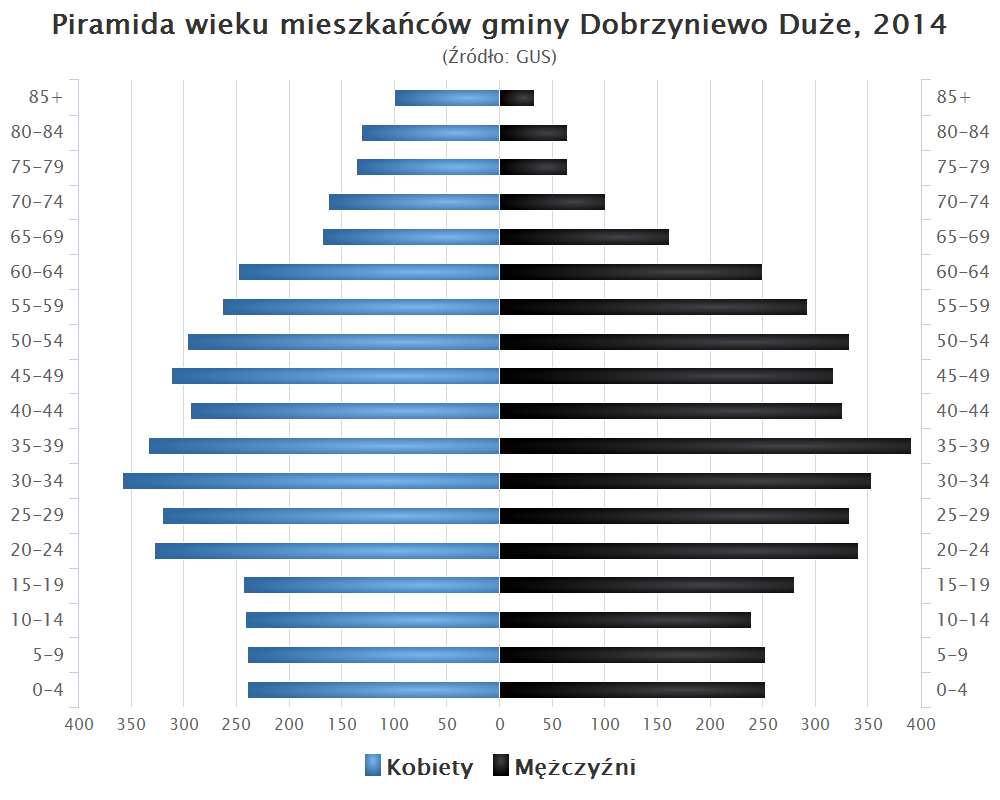
Piramida wieku mieszkańców gminy Dobrzyniewo Duże w 2014 roku

Dane z roku 2018:
| Opis                               | Ogółem | Ogółem | Kobiety | Kobiety | Mężczyźni | Mężczyźni |
| ---------------------------------- | ------ | ------ | ------- | ------- | --------- | --------- |
| jednostka                          | osób   | %      | osób    | %       | osób      | %         |
| populacja                          | 9331   | 100    | 4710    | 50,48   | 4621      | 49,93     |
| gęstość zaludnienia (mieszk./km²)* | 50     | 50     | 29,25   | 29,25   | 28,7      | 28,7      |

*rok 2015

## Miejscowości

### Sołectwa
Bohdan, Borsukówka, Chraboły, Dobrzyniewo Duże, Dobrzyniewo Fabryczne, Dobrzyniewo Kościelne, Fasty, Gniła, Jaworówka, Kobuzie, Kopisk, Kozińce, Krynice, Kulikówka, Leńce, Letniki, Nowe Aleksandrowo, Nowosiółki, Obrubniki, Ogrodniki, Podleńce, Pogorzałki, Ponikła, Rybaki, Szaciły, Zalesie.

### Miejscowości bez statusu sołectwa
Tartak

### Zniesione nazwy miejscowości
24 listopada 2020 roku podjęto uchwałę Rady Gminy Dobrzyniewo Duże w sprawie zniesienia urzędowych nazw miejscowości. Nazwy miejscowości zostały zniesione z 2022 r.: Gaj, Knyszyn, Kopisk (gajówka), Mierestki, Ponikła (leśniczówka), Szaciły (leśniczówka),

## Sąsiednie gminy
Białystok, Choroszcz, Czarna Białostocka, Knyszyn, Krypno, Tykocin, Wasilków